# Chloropsis sonnerati
Chloropsis sonnerati е вид птица от семейство Chloropseidae.

## Разпространение
Видът е разпространен в Бруней, Индонезия, Малайзия, Мианмар, Сингапур и Тайланд.